# みずうみ (シュトルム)

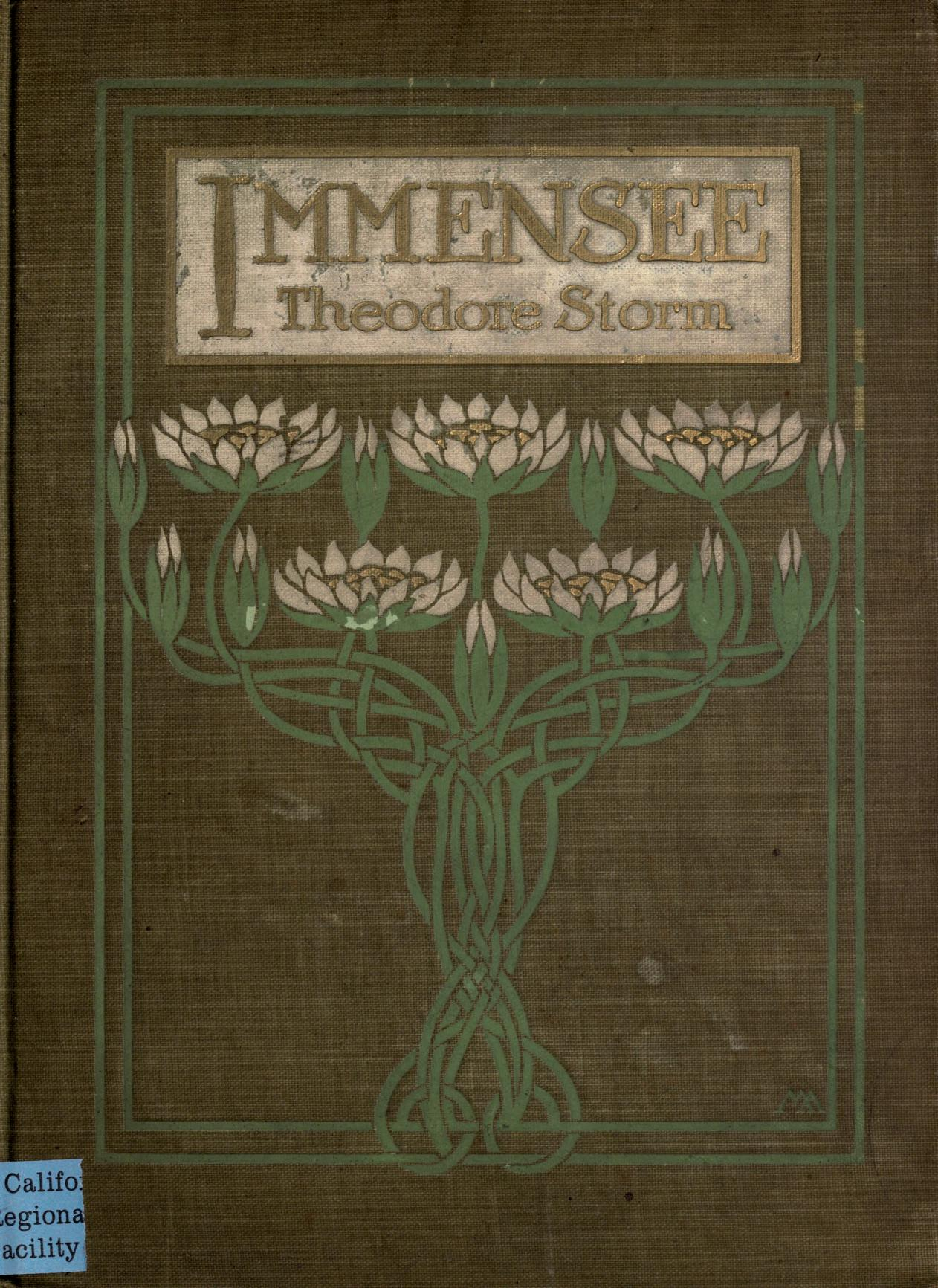
表紙

『みずうみ』（原題:Immensee）は、ドイツの作家テオドール・シュトルムが1849年に発表した小説である。1851年に刊行された"Sommergeschichten und Lieder"(夏の物語と歌)という短篇集に収録された。原題は『インメン湖』(みつばち湖)で、作中ではエーリヒの邸宅がこの湖のほとりにあるという設定になっている。シュトルムの故郷フーズムのあるシュレスヴィヒ・ホルシュタイン州には、大小数多くの湖のある湖沼地帯があり、その風土をモチーフにしているが、湖の名前は架空のものである。

## 概要
物語は老人となったラインハルトの回想という形式を採っている。
少年ラインハルトは小さい頃から5歳年下の少女エリーザベトを慕い、またエリーザベトもラインハルトを慕っていた。しかし、ラインハルトは大学生となって彼女と離ればなれになる。復活祭の日に帰省したとき、ラインハルトはエリーザベトとの間になにかよそよそしいものが入り込んできたような印象を受ける。エリーザベトの母は、ラインハルトとかつて同級生だったエーリヒがインメン湖畔の別邸を父から相続したと話す。2年後、学業に励むラインハルトのもとに自分の母から手紙が届く。エリーザベトがエーリヒから結婚申し込みを受け、2度断ったものの3度目に受諾したという知らせであった。
数年後、ラインハルトはエーリヒに招かれてその邸宅を訪れ、エーリヒと結婚したエリーザベトとも再会する。民謡収集を仕事としているラインハルトは、ある日の夕方、夫妻やエリーザベトの母を前に民謡を朗読するが、そのなかに「母の勧めで愛する人をあきらめ、別の人と結婚してしまった自分を後悔している」という内容の詩が含まれていた。これを聞いたエリーザベトは席を立って出ていってしまう。数日間を一緒に過ごした後、ラインハルトはエーリヒ夫妻に告げずに早朝屋敷を出ていこうとするが、エリーザベトは彼の旅立ちを予感して彼の前に立つ。そんな彼女に、ラインハルトはもう二度と会うことはないだろうと告げるのであった。
トーマス・マンの小説『トニオ・クレーゲル』の主人公は16歳のときに陽気な少女に熱い思いを寄せたが、その頃の彼の愛読書はシュトルムの『みずうみ』だった。

## 日本語訳
- 『みずうみ』（関泰祐訳）岩波文庫　ISBN 4-00-324241-6
- 『みずうみ』（高橋義孝訳）新潮オンデマンドブックス　ISBN 4-10-865132-4

## 研究書
- 加藤丈雄『シュトルム・回想と空間の詩学』（鳥影社）にこの作品の詳細な分析がある。